# Incidente di Kyūjō
L'Incidente di Kyūjō (in giapponese: 宮城事件, Kyūjō Jiken) fu un tentativo fallito di colpo di Stato militare, avvenuto nell'Impero del Giappone nella notte tra il 14 e il 15 agosto 1945, alla fine della seconda guerra mondiale, con lo scopo di impedire la resa contro gli Alleati.
Il tentato golpe fu portato avanti dall'Ufficio di Stato Maggiore del Ministero della Guerra del Giappone e da molti membri della Guardia Imperiale, guidati dal maggiore Kenji Hatanaka, con l'obiettivo di entrare in possesso e distruggere la registrazione della dichiarazione di resa dell'imperatore Hirohito, realizzata la mattina del 14 agosto. Gli ufficiali uccisero il tenente generale Takeshi Mori della Prima Divisione delle Guardie Imperiali e tentarono di contraffare un ordine che permettesse loro di occupare il Palazzo Imperiale di Tokyo (Kyūjō) e di mettere l'imperatore Hirohito agli arresti domiciliari. Non riuscirono tuttavia a convincere l'esercito del Distretto Orientale e l'alto comando dell'Esercito Imperiale Giapponese a procedere con l'azione. Constatata l'impossibilità di procedere, i leader golpisti hanno eseguito un suicidio rituale. Di conseguenza, il comunicato dell'intenzione di una resa giapponese continuò come previsto.

## Antefatti

### La dichiarazione di Potsdam

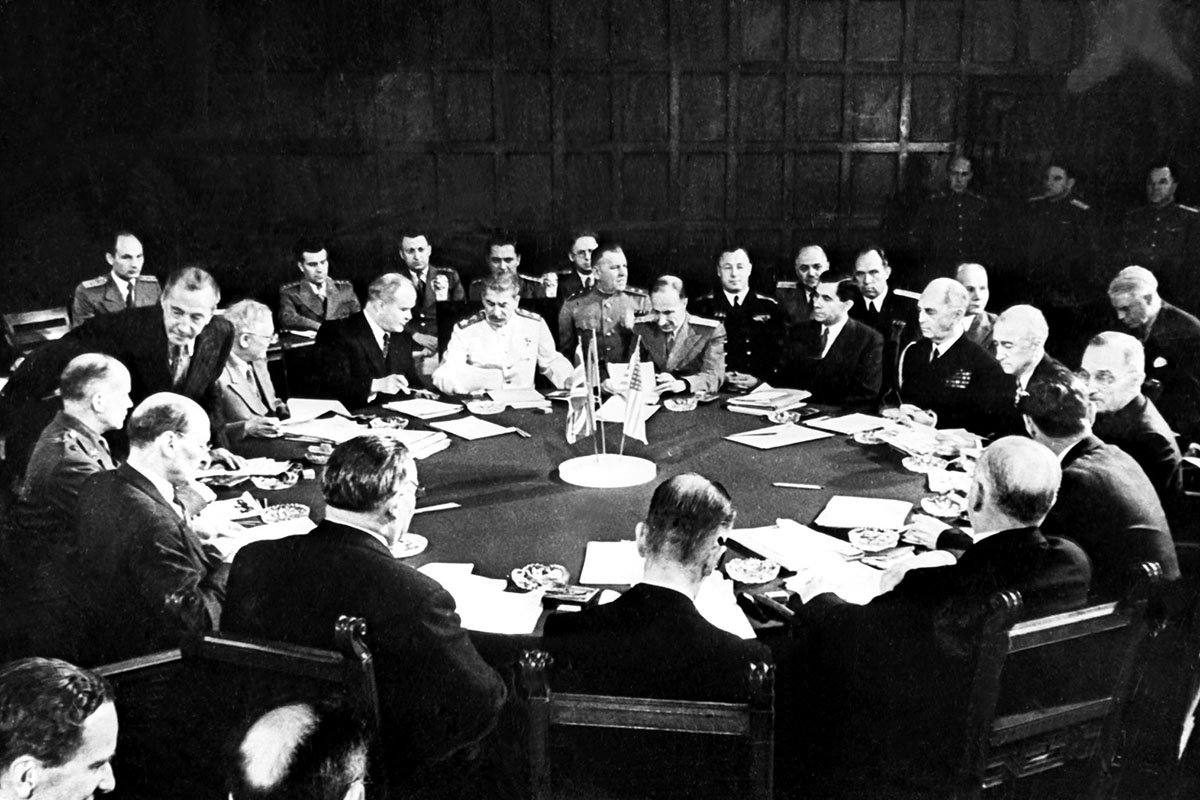
Una sessione della conferenza dove sono visibili Clement Attlee, Ernest Bevin, Iosif Stalin, Vyacheslav Molotov, William Leahy e Harry S. Truman.

Dopo il suicidio di Adolf Hitler, il crollo militare e la resa incondizionata della Germania dell'8 maggio 1945 con l'arresto dei leader del governo Karl Dönitz e von Krosigk, le forze vincitrici presero ufficialmente il potere di governo in Germania tramite la dichiarazione di Berlino, la costituzione delle zone di occupazione e l'insediamento del consiglio di controllo alleato. In seguito, l'attenzione di tutte le potenze alleate si spostò sul fronte del Pacifico, ancora in corso, motivo per il quale i "Tre Grandi" (Stati Uniti, Impero britannico e Unione Sovietica) si riunirono nella Conferenza di Potsdam, tenutasi a palazzo Cecilienhof tra il 17 luglio e il 2 agosto 1945, per discutere la situazione giapponese e la gestione del dopoguerra. Le decisioni prese nel corso di questo vertice diedero luogo alla Dichiarazione di Potsdam, nella quale, oltre a stabilire le quattro zone di occupazione tedesche e il confine tedesco-polacco, Harry S. Truman lanciò all'Impero del Giappone un ultimatum, dichiarando che se non si fosse arreso avrebbe subito "un'immediata e completa distruzione". La dichiarazione fu ricevuta in poco tempo dal ministro degli affari esteri giapponese Shigenori Tōgō, che ne portò una copia all'imperatore Hirohito, il quale, dopo averla esaminata passo per passo, chiese a Tōgō se quei termini "erano i più ragionevoli da aspettarsi nelle circostanze". Tōgō rispose che lo erano e l'imperatore concordò. Alla fine di luglio, tuttavia, gli altri ministri non erano pronti ad accettare la dichiarazione, che verrà rivista solo in seguito ai successivi bombardamenti atomici.

### I bombardamenti atomici di Hiroshima e Nagasaki

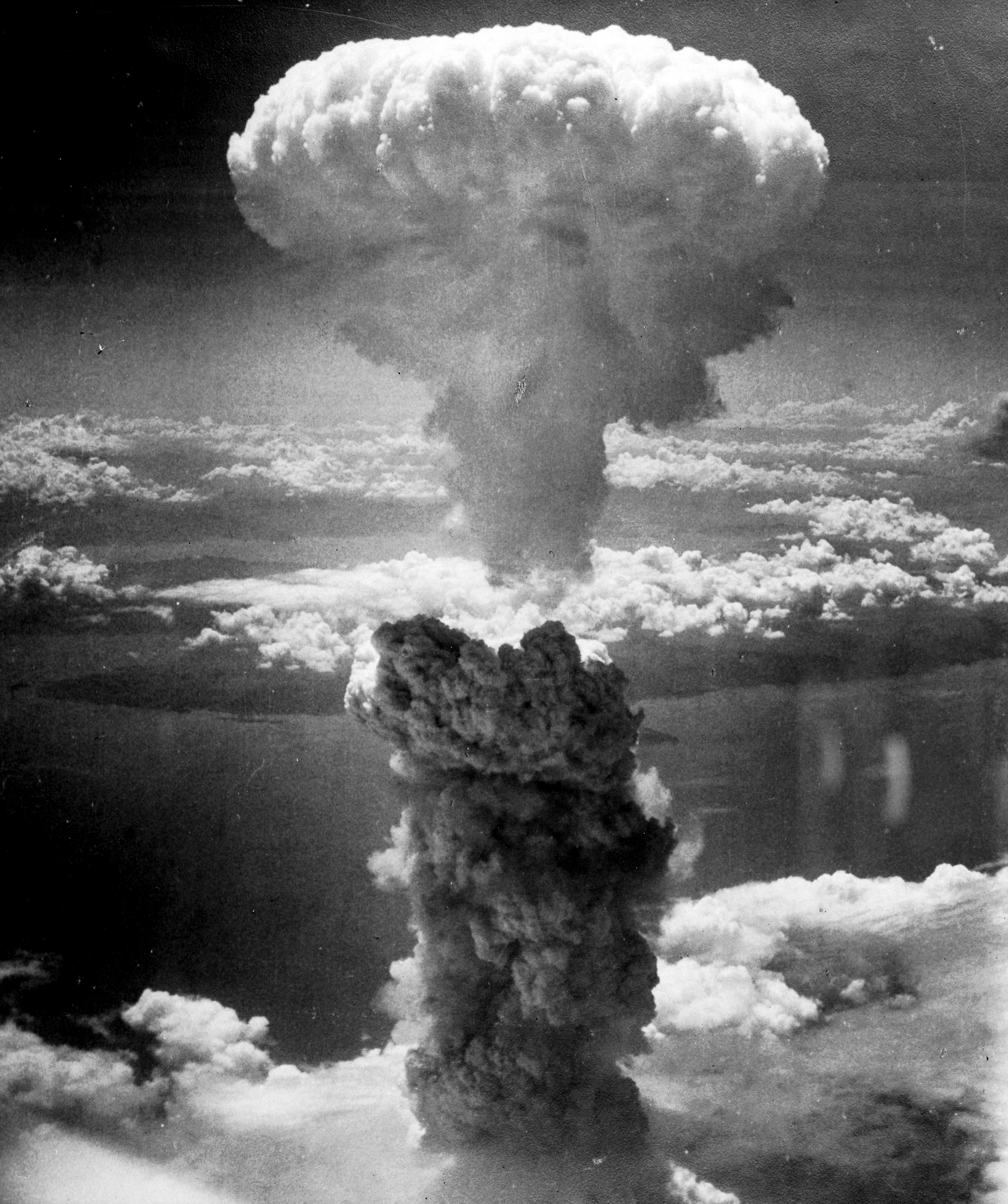
Il "fungo atomico" del bombardamento di Nagasaki

Il 6 agosto 1945, alle 8:15 del mattino, il bombardiere B-29 Enola Gay, pilotato da Paul Tibbets, sganciò sulla città di Hiroshima la bomba "Little Boy", uccidendo all'istante circa 80 000 persone. Tre giorni dopo, il 9 agosto, alle 11:02, un altro bombardiere B-29 pilotato dal colonnello Charles Sweeney sganciò la seconda bomba, "Fat Man", su Nagasaki, uccidendo altre 40 000 persone in pochi secondi. Nelle settimane e nei mesi successivi ulteriori decine di migliaia di persone morirono a causa delle radiazioni. Lo stesso giorno il governo giapponese, in risposta ai bombardamenti atomici, uniti alla perdita effettiva dei territori del Pacifico e dell'Asia continentale, decise di accettare la Dichiarazione di Potsdam. Lo stesso giorno si aprì il Consiglio supremo per la direzione della guerra, durante il quale il primo ministro Kantarō Suzuki, il ministro della marina Mitsumasa Yonai e il ministro degli affari esteri Shigenori Tōgō suggerirono a Hirohito la resa incondizionata. L'imperatore concordò con il parere dei ministri, accettando quindi la dichiarazione. Successivamente, gli ambasciatori giapponesi in Svizzera e Svezia comunicarono la decisione agli Alleati.

### La registrazione del discorso di resa

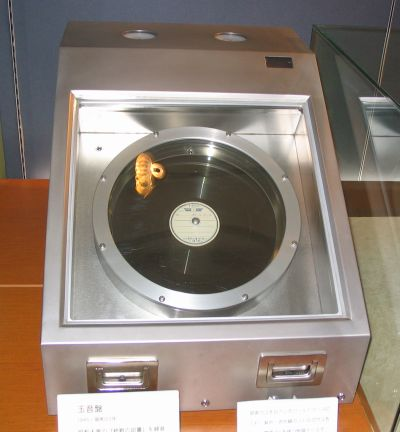
Il disco fonografico del discorso di Hirohito nel Museo della radio della NHK

Il testo del discorso imperiale fu completato e trascritto dalla corte ufficiale calligrafica e portato al gabinetto per l'approvazione nella mattina del 14 agosto 1945. Alle ore 23:00 circa, l'imperatore Hirohito lesse il documento e, con la collaborazione di un tecnico dell'NHK, lo registrò su un grammofono. La registrazione fu successivamente consegnata al ciambellano di corte, Yoshihiro Tokugawa, che la nascose in un armadio dell'ufficio della segreteria dell'imperatrice, in attesa della diffusione del testo via radio, prevista per il giorno successivo. Hirohito e i ministri infatti temevano un colpo di Stato militare non appena la decisione di accettare la resa fosse stata resa pubblica, e per questo presero le dovute precauzioni.

### Resistenza delle forze armate
Il Ministero della Guerra, a conoscenza della decisione di accettare la dichiarazione, subì una feroce reazione avversa da parte di molti ufficiali che intendevano continuare a resistere. Alle 9:00 del mattino, nella sessione di riunione tenutasi al ministero, gli ufficiali di stato maggiore si lamentarono con il ministro Korechika Anami, le cui spiegazioni furono però ignorate. Dopo la mezzanotte del 12 agosto, una stazione radio di San Francisco trasmise la risposta degli Alleati, che decisero, andando contro ogni richiesta da parte del Giappone, che l'autorità della sovranità del governo giapponese e dell'Imperatore sarebbe stata subordinata alle forze alleate, un sistema militare occupazionale che era stato applicato anche al caduto Reich tedesco. L'esercito giapponese interpretò questa decisione come una forma schiavitù da parte degli occidentali e quindi, dopo queste vicende, alcuni ufficiali dell'esercito decisero che era necessario un colpo di Stato per proteggere il Kokutai e la sovranità nazionale. A quel tempo, il gruppo centrale di questi ufficiali aveva già preparato alcune truppe a Tokyo. Nella tarda notte del 12 agosto 1945, il maggiore Kenji Hatanaka, insieme ai tenenti colonnelli Masataka Ida, Masahiko Takeshita e al colonnello Okikatsu Arao, capo della sezione affari militari, parlò con il ministro della guerra Korechika Anami, considerato ormai la seconda figura più influente del paese dopo l'imperatore, chiedendogli di fare tutto il possibile per impedire l'accettazione della Dichiarazione di Potsdam. Per quanto avessero bisogno del suo sostegno, che fu negato, Hatanaka e gli altri ribelli decisero che non avevano altra scelta che continuare a pianificare e tentare un colpo di Stato da soli. Hatanaka trascorse gran parte del 13 agosto e la mattina del 14 agosto a raccogliere alleati, a cercare il sostegno delle alte sfere del Ministero e a perfezionare il suo piano. Al Ministero dell'Esercito, Anami annunciò il rispetto dell'editto imperiale, e quindi l'accettazione della resa. Poi un gruppo di alti ufficiali dell'esercito, tra cui Anami, si riunì in una stanza vicina. Tutti i presenti erano preoccupati per l'eventualità di un golpe per impedire la capitolazione e, anzi, alcuni di loro stavano addirittura pensando di lanciarne uno. Dopo un po' di silenzio, il generale Torashirō Kawabe, vicecapo dello Stato Maggiore dell'Esercito imperiale giapponese, propose a tutti gli alti ufficiali presenti di firmare un accordo per eseguire l'ordine di resa dell'imperatore: "L'Esercito agirà in conformità con la decisione imperiale fino all'ultimo". Il documento fu firmato da tutti gli ufficiali presenti.

## Leader del golpe

### Kenji Hatanaka

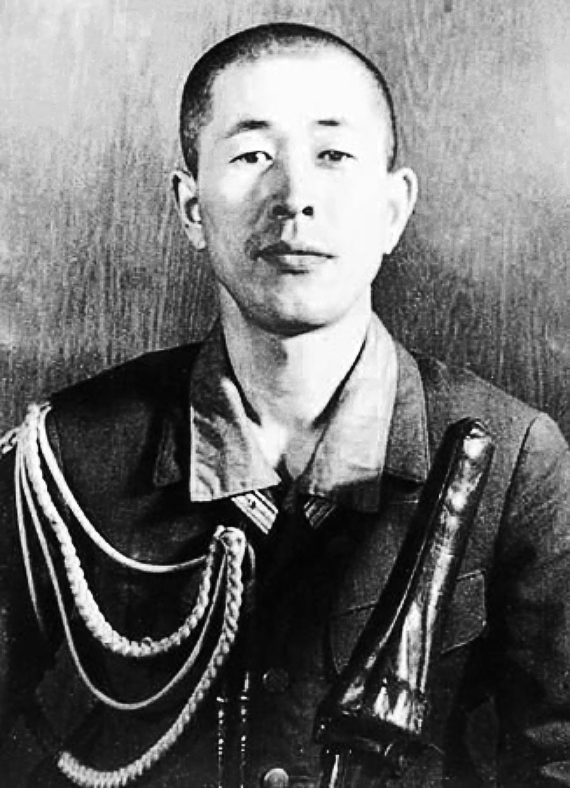
Il maggiore Kenji Hatanaka

Kenji Hatanaka (畑中 健二 Hatanaka Kenji) fu un militare giapponese nato a Kyoto il 28 marzo 1912 e il principale leader del tentato colpo di Stato per impedire la resa del Giappone agli Alleati. Hatanaka prestò servizio presso la Sezione Affari Militari del Ministero della Guerra giapponese alla fine della Seconda guerra mondiale. Egli, insieme ad un gruppo di ufficiali giapponesi decisi a impedire l'accettazione della Dichiarazione di Potsdam e quindi la resa del Giappone, tentò invano di ottenere l'appoggio del ministro della guerra, il generale Korechika Anami, per fermare la capitolazione giapponese, e non riuscendoci occupò con altri militari il Palazzo Imperiale e il Ministero della Casa Imperiale, con l'obiettivo di distruggere la registrazione dove l'imperatore Hirohito si arrendeva agli Alleati. Hatanaka abbandonò definitivamente il colpo di Stato solo dopo aver ricevuto l'ordine di fermarsi dal quartier generale dell'esercito del distretto orientale. Poco dopo aver lasciato il palazzo, Hatanaka si recò nella piazza antistante e, insieme all'altro principale leader del golpe, il tenente colonnello Jirō Shiizaki, si sparò, uccidendosi. Nella sua tasca fu ritrovata una poesia, apparentemente scritta prima di morire: "Non ho nulla da rimpiangere ora che le nubi oscure sono scomparse dal regno dell'Imperatore" (in giapponese "今はただ 思ひ殘すこと なかりけり 暗雲去りし 御世となりなば").

### Jirō Shiizaki
Jirō Shiizaki (椎崎二郎, Shiizaki Jirō) è stato un tenente colonnello dell'esercito imperiale giapponese nella Seconda guerra mondiale, nato il 30 settembre 1911. Prestò servizio come membro dello staff della sezione affari interni e della sezione affari di guerra dell'Ufficio Affari Militari del Ministero della Guerra. Shiizaki fu uno dei diversi membri di quello staff a partecipare al colpo di Stato la mattina del 15 agosto 1945, il giorno in cui sarebbe stata trasmessa la dichiarazione di resa. I ribelli, con l'aiuto della Prima Divisione della Guardia Imperiale, si impadronirono del Palazzo Imperiale, tennero l'Imperatore Hirohito agli arresti domiciliari e cercarono di distruggere le registrazioni fonografiche che erano state fatte del discorso di resa. Verso le sette del mattino del 15 agosto la situazione cominciò a complicarsi, e il generale Shizuichi Tanaka, comandante dell'esercito del distretto orientale ordinò ai golpisti di interrompere tutto, ricordandogli il loro dovere verso il paese e affermando che il disonore portato dal loro tradimento potesse essere assolto solo con il seppuku. Shiizaki, insieme a Hatanaka e altri ufficiali, commise un suicidio rituale quella mattina, nella piazza del Palazzo Imperiale.

### Masataka Ida
Masataka Ida (井田正孝, Ida Masataka) fu un giovane tenente colonnello della sezione affari militari del Ministero della Guerra giapponese, alla fine della Seconda guerra mondiale, nato il 5 ottobre 1912. Era stato di stanza a Formosa, ma gli fu ordinato di tornare a Tokyo all'inizio del 1945. Insieme al maggiore Kenji Hatanaka e a Jirō Shiizaki, fu uno dei principali cospiratori nell'incidente di Kyūjō per rovesciare il governo del primo ministro Kantarō Suzuki e istituire la legge marziale sotto il ministro della guerra Korechika Anami. Il piano si trasformò però in un complotto, architettato da Hatanaka, per impadronirsi del Palazzo Imperiale e impedire la trasmissione del discorso di resa dell'Imperatore. Il tenente colonnello Ida partecipò a questo complotto solo brevemente, cercando di dissuadere Hatanaka. Ida vedeva la resa come un suicidio da parte dell'intera nazione e come un tentativo dei membri del Gabinetto di salvarsi la vita, senza alcun riguardo per l'onore della nazione. Decise che l'unico modo per l'esercito di riguadagnare l'onore e scusarsi con l'Imperatore per la sconfitta era di commettere un suicidio di massa con il seppuku. In caso contrario, intendeva commettere lui stesso un seppuku. Quando il maggiore Hatanaka, ideatore del complotto, gli chiese di unirsi a lui, rispose che il complotto non offriva alcuna garanzia di successo e che avrebbe potuto portare a una guerra civile. Rifiutò di unirsi al complotto, scegliendo invece di continuare i suoi preparativi per il suicidio. Ad un certo punto però si convinse ad aiutare Hatanaka, chiedendo il sostegno del generale Takeshi Mori, della prima divisione delle Guardie Imperiali, che però rifiutò. A questo punto, Ida tornò a palazzo imperiale, per dissuadere Hatanaka, ma una volta capito che era impossibile farlo decise di chiedere l'aiuto di Korechika Anami. Quest'ultimo lo informò di stare per suicidarsi, e quando Ida disse di voler fare lo stesso, il ministro della guerra gli ordinò di continuare a vivere, perché sarebbe stato più onorevole e Ida lo fece. Dopo la resa del Giappone riuscì a scampare all'arresto, e cambiò il suo nome in Iwada. Morì il 6 febbraio 2004.

## Storia
Intorno alle 21:30 del 14 agosto, i ribelli guidati da Hatanaka misero in atto il loro piano. Il 2º Reggimento della Prima Guardia Imperiale era entrato nel parco del palazzo, raddoppiando le forze del battaglione già stanziato lì, presumibilmente per fornire ulteriore protezione contro il colpo di Stato. Hatanaka, tuttavia, insieme al tenente colonnello Jirō Shiizaki, convinse il comandante del secondo reggimento, il colonnello Toyojirō Haga, della loro causa, mentendogli e dicendogli che il ministro Anami e i comandanti dell'esercito del distretto orientale e delle divisioni delle Guardie Imperiali erano tutti coinvolti nel piano. In origine, Hatanaka, guidato da un quasi fanatico e cieco ottimismo incurante dello scarso sostengo dell'élite militare, sperava che la semplice occupazione del palazzo e la dimostrazione dell'inizio di una ribellione avrebbero ispirato il resto dell'esercito a sollevarsi contro la decisione di arrendersi. Dopo aver pianificato tutto, Hatanaka e i cospiratori decisero che la Guardia avrebbe preso il controllo del palazzo alle 02:00 precise del mattino. Fino a quel momento i golpisti misero in atto, per la maggior parte delle volte senza successo, continui tentativi di convincere i loro superiori nell'esercito a partecipare al colpo di Stato. Più o meno alla stessa ora, il generale Anami si uccise, lasciando un messaggio che recitava: "Con la mia morte chiedo umilmente scusa all'Imperatore per il grande crimine" Non è chiaro se il crimine riguardasse la perdita della guerra, il colpo di Stato o entrambi.

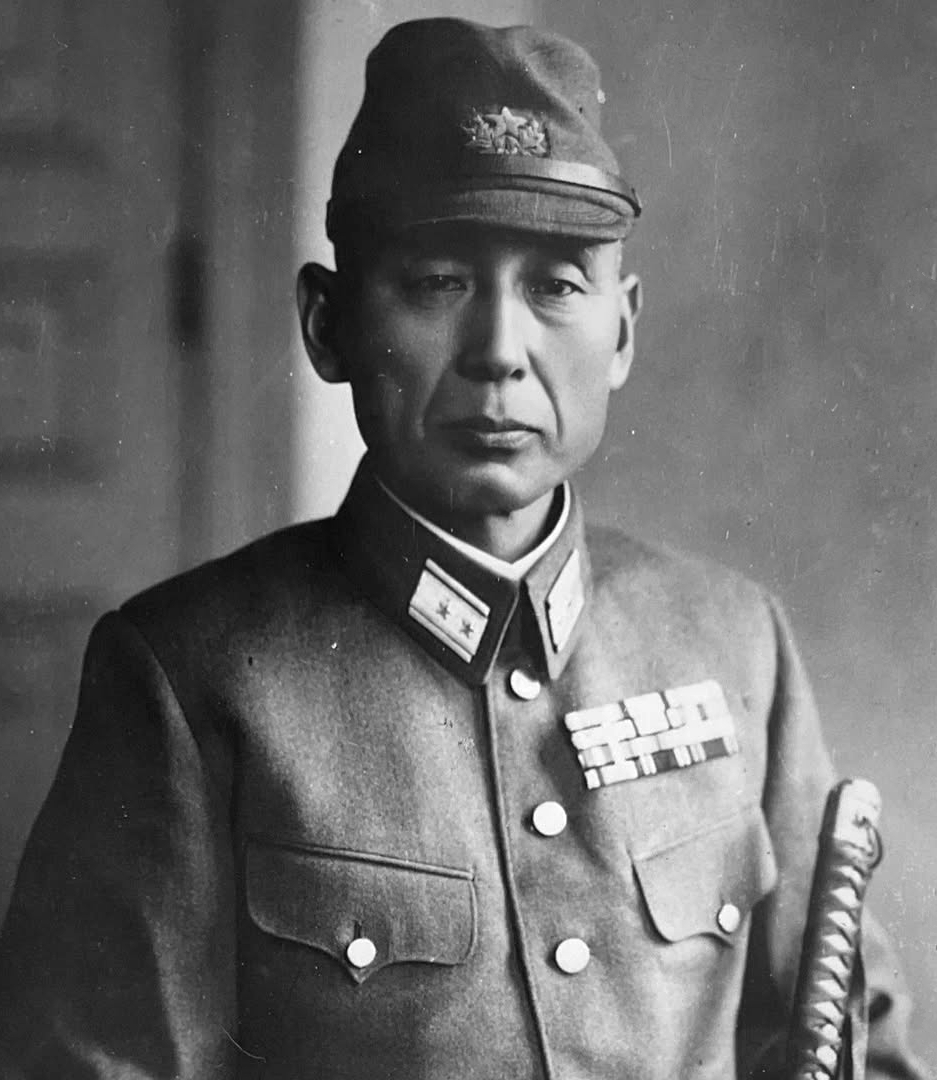
Il generale Takeshi Mori

Poco dopo le 01:00, Hatanaka e tutti i suoi uomini circondarono il palazzo. Hatanaka, Shiizaki, Ida e il capitano Shigetarō Uehara si recarono nell'ufficio del tenente generale Takeshi Mori per chiedergli di partecipare al colpo di Stato, partecipazione che, essendo lui comandante della 1ª Divisione delle Guardie Imperiali, era fondamentale. Però, quando Mori, fedele all'imperatore, rifiutò di schierarsi con Hatanaka, questo lo uccise, temendo un intervento contro la ribellione. Hatanaka utilizzò poi il timbro ufficiale del generale Mori per autorizzare l'Ordine Strategico n. 584 della Divisione delle Guardie Imperiali, un falso insieme di ordini creato dai cospiratori, che avrebbe aumentato notevolmente la forza delle forze che occupavano il Palazzo Imperiale e il Ministero della Casa Imperiale, con la scusa di proteggere Hirohito. La polizia di palazzo fu poi disarmata e tutti gli ingressi bloccati. Nel corso della notte, i ribelli di Hatanaka catturarono e arrestarono diciotto persone, tra cui il personale del ministero e gli operatori della NHK, che avevano da poche ore finito di registrare il discorso di resa, registrazione che i golpisti cercarono per tutta la giornata, con lo scopo di distruggerla e impedirne la diffusione.
I ribelli, guidati da Hatanaka, trascorsero le ore successive alla vana ricerca del Ministro della Casa Imperiale Sōtarō Ishiwata e di Kōichi Kido e delle registrazioni del discorso di resa. I due uomini si nascondevano nel "caveau della banca", una grande camera sotto il Palazzo Imperiale. La ricerca fu resa più difficile da un blackout in risposta ai bombardamenti alleati. I ribelli trovarono il ciambellano Yoshihiro Tokugawa. Nonostante Hatanaka avesse minacciato di sventrarlo con una spada da samurai, Tokugawa mentì e disse di non sapere dove fossero le registrazioni. Durante la ricerca, i ribelli tagliarono quasi tutti i fili del telefono, interrompendo le comunicazioni tra i prigionieri del palazzo e il mondo esterno. Più o meno alla stessa ora, a Yokohama, nella prefettura di Kanagawa, un altro gruppo di ribelli, guidato dal capitano Takeo Sasaki, si recò nell'ufficio del primo ministro Suzuki Kantarō, con l'intenzione di ucciderlo. Quando lo trovarono vuoto, mitragliarono l'ufficio e diedero fuoco all'edificio, per poi dirigersi a casa sua. Il Segretario di Gabinetto Hisatsune Sakomizu aveva tuttavia avvertito Suzuki, che riuscì a fuggire pochi minuti prima dell'arrivo dei potenziali assassini. Dopo aver dato fuoco alla casa di Suzuki, si recarono alla tenuta di Kiichirō Hiranuma per assassinarlo, ma anche lui riuscì a fuggire da un cancello laterale e i ribelli bruciarono anche la sua casa. 

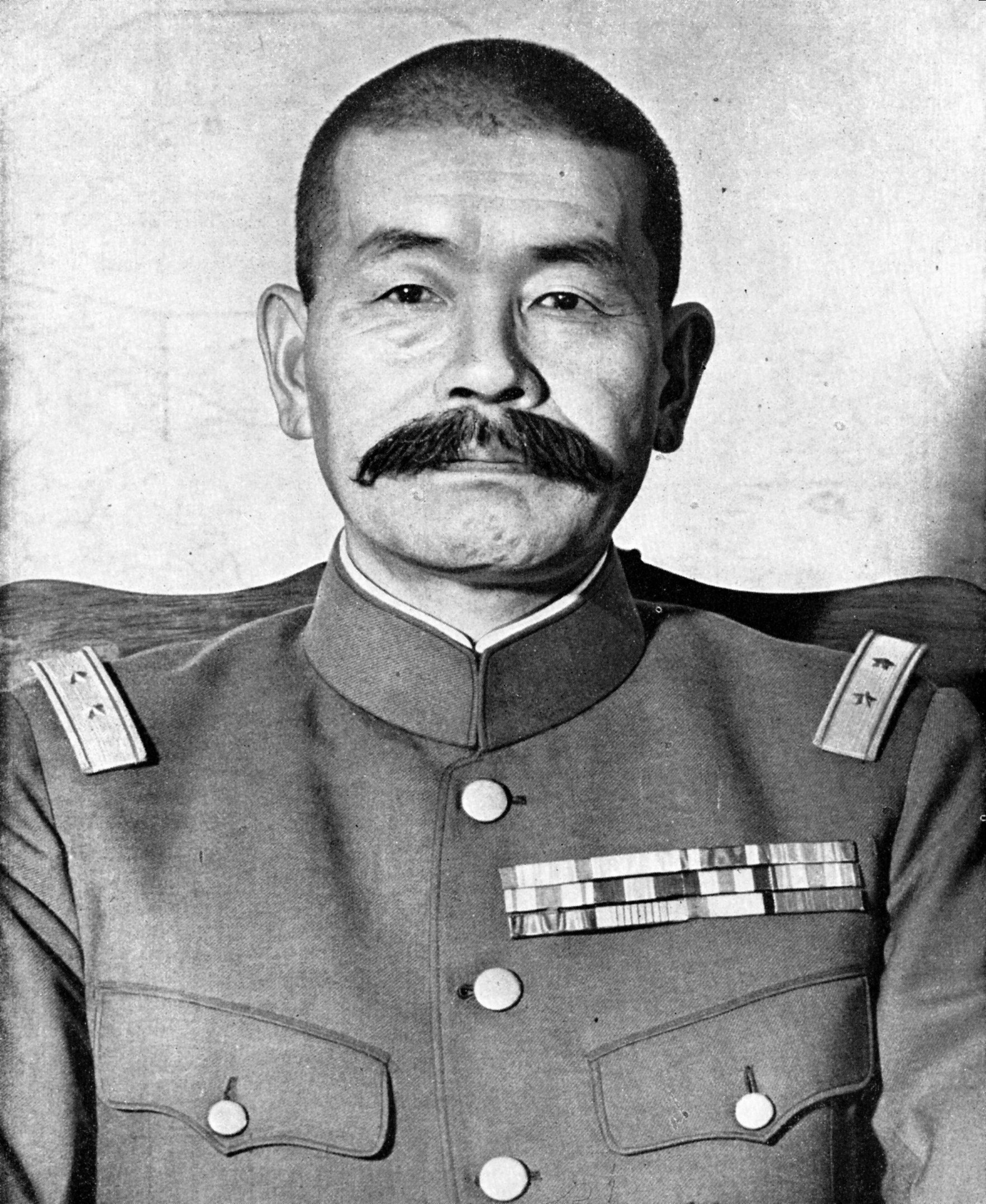
Il generale Shizuichi Tanaka

Intorno alle 03:00, Hatanaka fu informato dal tenente colonnello Masataka Ida che l'Esercito del Distretto Orientale si stava dirigendo verso il palazzo per fermarlo e che avrebbe dovuto rinunciare. Alla fine, vedendo il suo piano crollare intorno a sé, Hatanaka pregò Tatsuhiko Takashima, capo di stato maggiore dell'esercito del Distretto Orientale, di concedergli almeno dieci minuti di trasmissione alla radio NHK, per spiegare al popolo giapponese cosa stava cercando di realizzare, senza però ricevere risposta. Il colonnello Haga, comandante del secondo reggimento, scoprì che l'esercito non appoggiava la ribellione e ordinò ad Hatanaka di lasciare il palazzo. Poco prima delle 05:00, mentre i suoi seguaci continuavano la loro ricerca, il maggiore Hatanaka si recò negli studi della NHK e, brandendo una pistola, cercò disperatamente di ottenere un po' di tempo in onda per spiegare le sue azioni. Poco più di un'ora dopo, dopo aver ricevuto una telefonata dall'esercito del Distretto Orientale, Hatanaka finalmente si arrese, radunò i suoi ufficiali e uscì dallo studio della NHK. All'alba, Shizuichi Tanaka, comandante dell'esercito del distretto orientale, apprese che il palazzo era stato invaso, vi si recò e affrontò gli ufficiali ribelli, rimproverandoli per aver agito contro lo spirito dell'esercito giapponese. Li convinse a tornare nelle loro caserme. Alle 08:00, la ribellione era stata completamente smantellata, essendo riuscita a tenere il terreno del palazzo per gran parte della notte ma senza riuscire a trovare le registrazioni. Hatanaka, in motocicletta, e Shiizaki, a cavallo, percorsero le strade della città, lanciando volantini che spiegavano le loro motivazioni e le loro azioni. Un'ora prima della trasmissione della resa dell'imperatore, intorno alle 11:00 del 15 agosto, Hatanaka si puntò la pistola alla fronte e sparò, suicidandosi. Shiizaki si pugnalò con un pugnale e poi si sparò.